# The Children of Gibeon
The Children of Gibeon er en britisk stumfilm fra 1920 af Sidney Morgan.

## Medvirkende
- Joan Morgan som Violet
- Langhorn Burton som Clive
- Eileen Magrath som Valentine
- Sydney Fairbrother som Gibeon
- Alice De Winton som Eldridge
- Arthur Lennard
- Charles Cullum som Jack Conyers
- Barbara McFarlane som Violet